# 新町 (枚方市)
新町（しんまち）は、大阪府枚方市の町名。現行行政地名は新町一丁目及び新町二丁目。住居表示は実施済み。

## 地理
枚方市の西部に位置し、東に岡東町、南に岡本町と三矢町、北に天之川町と磯島南町と接している。

### 河川
- 天野川

## 世帯数と人口
2020年（令和2年）4月1日現在（枚方市発表）の世帯数と人口は以下の通りである。
| 丁目       | 世帯数  | 人口  |
| ---------- | ------- | ----- |
| 新町一丁目 | 406世帯 | 674人 |
| 新町二丁目 | 72世帯  | 89人  |
| 計         | 478世帯 | 763人 |

### 人口の変遷
国勢調査による人口の推移。
| 1995年（平成7年）  | 1,251人 | [ 6 ]  |  |
| 2000年（平成12年） | 1,019人 | [ 7 ]  |  |
| 2005年（平成17年） | 1,025人 | [ 8 ]  |  |
| 2010年（平成22年） | 947人   | [ 9 ]  |  |
| 2015年（平成27年） | 943人   | [ 10 ] |  |

### 世帯数の変遷
国勢調査による世帯数の推移。
| 1995年（平成7年）  | 631世帯 | [ 6 ]  |  |
| 2000年（平成12年） | 532世帯 | [ 7 ]  |  |
| 2005年（平成17年） | 594世帯 | [ 8 ]  |  |
| 2010年（平成22年） | 591世帯 | [ 9 ]  |  |
| 2015年（平成27年） | 651世帯 | [ 10 ] |  |

## 学区
市立小・中学校に通う場合、学区は以下の通りとなる（2018年1月時点）。
| 丁目       | 番・番地等 | 小学校                 | 中学校             |
| ---------- | ---------- | ---------------------- | ------------------ |
| 新町一丁目 | 全域       | 枚方市立枚方第二小学校 | 枚方市立枚方中学校 |
| 新町二丁目 | 全域       | 枚方市立枚方第二小学校 | 枚方市立枚方中学校 |

## 事業所
2016年（平成28年）現在の経済センサス調査による事業所数と従業員数は以下の通りである。
| 丁目       | 事業所数  | 従業員数 |
| ---------- | --------- | -------- |
| 新町一丁目 | 75事業所  | 1,307人  |
| 新町二丁目 | 26事業所  | 3,148人  |
| 計         | 101事業所 | 4,455人  |

## 交通
- 大阪府道13号京都守口線

## 施設
- 関西医科大学
- 国土交通省 近畿地方整備局 淀川河川事務所
- 枚方市総合文化芸術センター

## その他

### 日本郵便
- 郵便番号 : 573-1191[3]（集配局：枚方北郵便局[13]）。